# Sema7ni
Sema7ni è un singolo dei rapper svedesi Jelassi ed Einár, pubblicato l'8 novembre 2019 come primo estratto dal primo album in studio di Jelassi Port 43.

## Tracce
1. Sema7ni – 3:25

## Classifiche
| Classifica (2019) | Posizione massima |
| ----------------- | ----------------- |
| Svezia            | 39                |